# 27519 Miames
27519 Miames è un asteroide della fascia principale. Scoperto nel 2000, presenta un'orbita caratterizzata da un semiasse maggiore pari a 2,7989183 au e da un'eccentricità di 0,0374615, inclinata di 4,56874° rispetto all'eclittica.
L'asteroide è dedicato all'insegnante statunitense Michaela Iames.